# Station Dytmarów
Station Dytmarów is een spoorwegstation in de Poolse plaats Dytmarów.